# Andrena erythronii
Andrena erythronii är en biart som beskrevs av Robertson 1891. Andrena erythronii ingår i släktet sandbin, och familjen grävbin. Inga underarter finns listade i Catalogue of Life.

## Bildgalleri

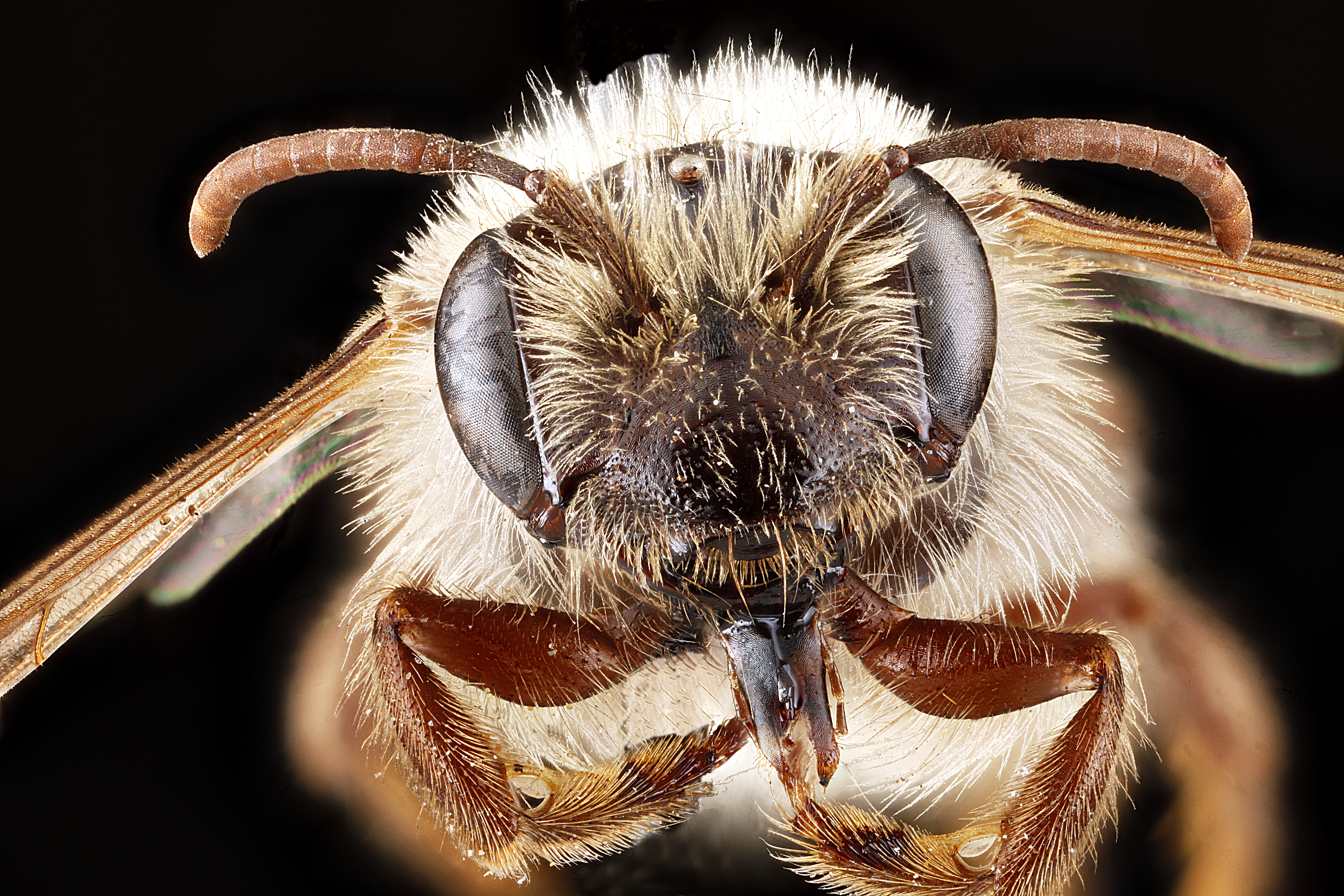